# Vantage Point
Albums de dEUS
Pocket Revolution
(2005) Keep You Close
(2011)
Vantage Point est le cinquième album studio du groupe dEUS, sorti le 18 avril 2008.
The Architect est le premier single issu de cet opus. Il a été diffusé en avant-première sur une radio belge le 27 février 2008, puis sur le site officiel du groupe. Le titre est un clin d'œil à Richard Buckminster Fuller, célèbre architecte et inventeur américain. C'est maintenant un autre single, Slow, que l'on peut écouter sur ce site. Oh Your God, un autre morceau de l'album, est également en écoute depuis 12 mars 2008 via un podcast.

## Liste des morceaux
1. When She Comes Down (Barman / dEUS)
2. Oh Your God (Barman / dEUS)
3. Eternal Woman (Barman / Barman, Pawlowski)
4. Favourite Game (Barman)
5. Slow (Barman / dEUS)
6. The Architect (Barman / dEUS)
7. Is a Robot (Barman / Barman, Pawlowski)
8. Smokers Reflect (Barman)
9. The Vanishing of Maria Schneider (Barman)
10. Popular Culture (Barman)